# Ateuchotermes
Ateuchotermes es un género de termitas isópteras perteneciente a la familia Termitidae que tiene las siguientes especies:
1. Ateuchotermes ctenopher
2. Ateuchotermes muricatus
3. Ateuchotermes pectinatus
4. Ateuchotermes rastratus
5. Ateuchotermes retifaciens
6. Ateuchotermes sentosus
7. Ateuchotermes spinulatus
8. Ateuchotermes tranquillus